# Promontori Cathedral
I promontori Cathedral sono una serie di ripidi promontori situata nella regione centro-occidentale della Dipendenza di Ross, nell'entroterra della costa di Scott, in Antartide. La serie dei promontori si snoda in direzione ovest-est per circa 15 km nella regione settentrionale della dorsale Royal Society, dove costeggia parte del flusso del ghiacciaio Ferrar, e raggiunge la massima altezza in corrispondenza della vetta del monte Camel's Heap, che arriva a 2320 m s.l.m.. I vari promontori sono intervallati da valli in cui si trovano diversi ghiacciai, come lo Zoller, il Darkowski, il Bol.

## Storia
La formazione è stata scoperta il 7 dicembre 1902 dal tenente A. B. Armitage, comandante del reparto britannico della spedizione Discovery, condotta negli anni 1901-04 e comandata dal capitano Robert Falcon Scott. Tale nome fu dato a questa serie di promontori in virtù della sua forma, che ricorda quella di una cattedrale ("cathedral" in inglese), e, anche in seguito a questo, i sopraccitati ghiacciai che vi sono presenti sono stati tutti battezzati in onore di cappellani militari.

## Mappe

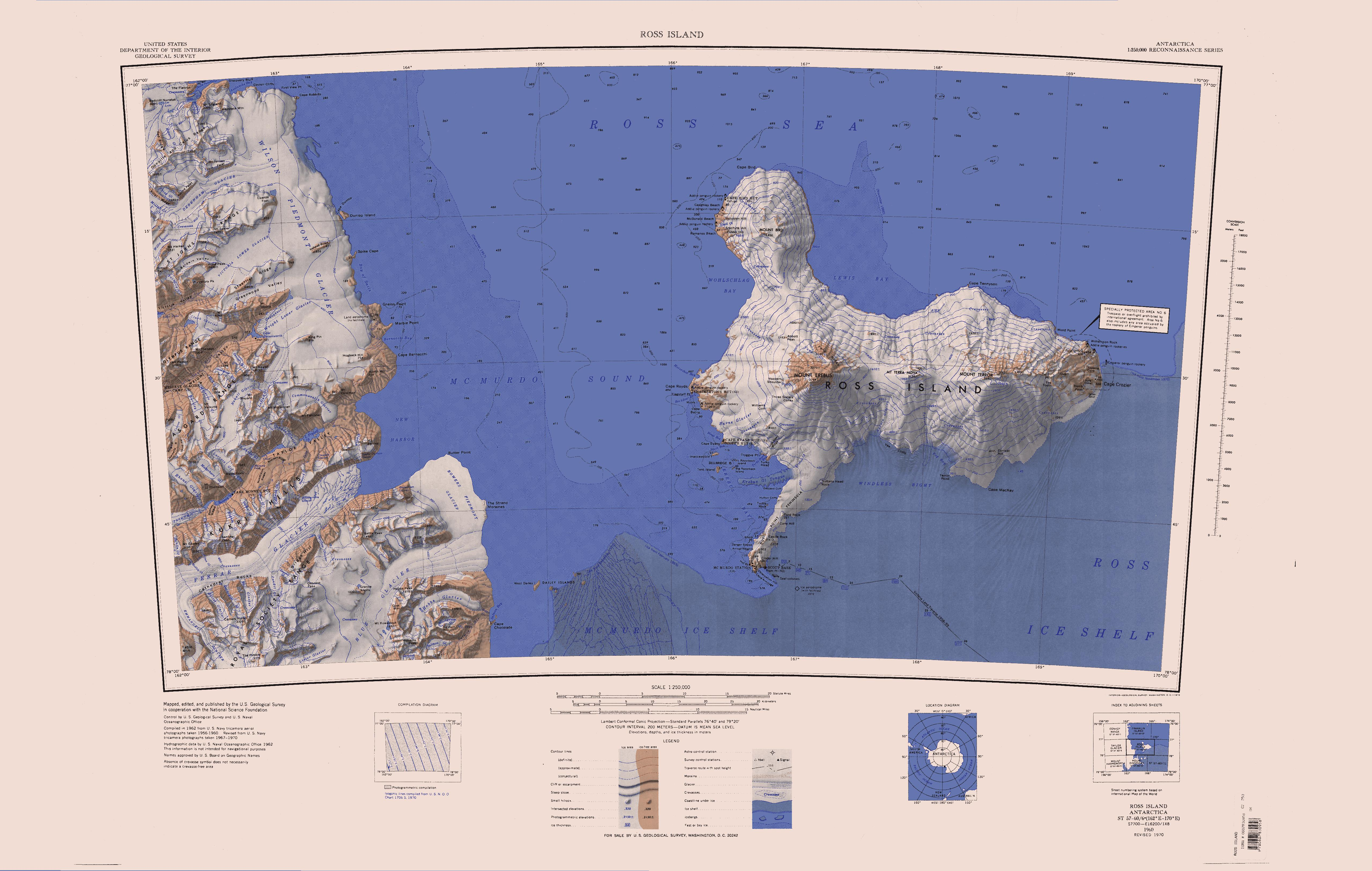
Nella parte sud-occidentale di questa mappa in scala 1:250 000 realizzata dallo USGS è possibile vedere l'estensione dei promontori Cathedral.